# Virgile Pinson
Virgile Pinson (Cenon, 22 febbraio 1996) è un calciatore francese, attaccante del Noah.

## Carriera
Pinson ha iniziato la sua carriera nelle giovanili del Le Havre. Nel 2014 si trasferisce al Clermont Foot, che lo aggrega alla rosa della seconda squadra. La stagione successiva viene acquistato dal Woluwe Zaventem, squadra della terza divisione belga, per poi fare ritorno in patria nel 2016, quando si accasa al Limoges, nella quinta divisione francese. Nel 2017 firma con i turchi dell'Antalyaspor, dove gioca qualche partita con la formazione Under-21. Rimasto svincolato nel gennaio 2018, nel mese di settembre firma con lo Stade Reims. Il 1º settembre 2018 debutta in prima squadra, giocando l'incontro di Ligue 1 perso per 0-1 contro il Montpellier. Non riuscendo a trovare spazio in squadra nel corso degli anni (venendo spesso schierato con la seconda squadra), nel 2020 va a giocare al Quevilly-Rouen, nella terza divisione francese. Nel 2021 tenta l'avventura bulgara, firmando con la Lokomotiv Sofia, in massima serie.

## Statistiche

### Presenze e reti nei club
Statistiche aggiornate al 22 maggio 2022.
| Stagione        | Squadra         | Campionato      | Campionato | Campionato | Coppe nazionali | Coppe nazionali | Coppe nazionali | Coppe continentali | Coppe continentali | Coppe continentali | Altre coppe | Altre coppe | Altre coppe | Totale | Totale |
| Stagione        | Squadra         | Comp            | Pres       | Reti       | Comp            | Pres            | Reti            | Comp               | Pres               | Reti               | Comp        | Pres        | Reti        | Pres   | Reti   |
| --------------- | --------------- | --------------- | ---------- | ---------- | --------------- | --------------- | --------------- | ------------------ | ------------------ | ------------------ | ----------- | ----------- | ----------- | ------ | ------ |
| 2014-2015       | Clermont Foot 2 | CFA2            | 1          | 0          |                 | -               | -               |                    | -                  | -                  |             | -           | -           | 1      | 0      |
| 2015-2016       | Woluwe Zaventem | D3              | 9          | 0          | CB              | 0               | 0               |                    | -                  | -                  |             | -           | -           | 9      | 0      |
| 2016-2017       | Limoges         | CFA2            | 22         | 2          | CF              | 1               | 0               |                    | -                  | -                  |             | -           | -           | 23     | 2      |
| 2018-2019       | Stade Reims 2   | N2              | 14         | 5          |                 | -               | -               |                    | -                  | -                  |             | -           | -           | 14     | 5      |
| 2019-2020       | Stade Reims 2   | N2              | 1          | 1          |                 | -               | -               |                    | -                  | -                  |             | -           | -           | 1      | 1      |
| 2018-2019       | Stade Reims     | L1              | 1          | 0          | CF+CdL          | 0               | 0               |                    | -                  | -                  |             | -           | -           | 1      | 0      |
| 2019-2020       | Stade Reims     | L1              | 0          | 0          | CF+CdL          | 0               | 0               |                    | -                  | -                  |             | -           | -           | 0      | 0      |
| 2020-2021       | Quevilly-Rouen  | N               | 23         | 0          | CF              | 3               | 1               |                    | -                  | -                  |             | -           | -           | 26     | 1      |
| 2021-2022       | Lokomotiv Sofia | 1L              | 19+5       | 1+0        | CB              | 1               | 0               |                    | -                  | -                  |             | -           | -           | 25     | 1      |
| Totale carriera | Totale carriera | Totale carriera | 95         | 9          |                 | 5               | 1               |                    | -                  | -                  |             | -           | -           | 100    | 10     |

## Palmarès

### Club

#### Competizioni nazionali
- Campionato armeno: 1

Noah: 2024-2025
- Coppa d'Armenia: 1

Noah: 2024-2025